# 埃米利奧·弗洛雷斯·馬爾克斯
埃米利奧·弗洛雷斯·馬爾克斯（西班牙語：Emilio Flores Márquez，1908年8月8日—2021年8月12日）是一位波多黎各超級人瑞，享嵩壽113歲4天。2020年9月24日多米尼加超級人瑞托马斯·皮纳莱斯·菲格雷奥過世後，埃米利奧·弗洛雷斯·馬爾克斯成為在世最長壽的男性。

## 生平
埃米利奧·弗洛雷斯·馬爾克斯於1908年8月8日生於波多黎各卡羅利納，父親為達爾貝托·弗洛雷斯·梅倫德斯（d'Alberto Flores Melendez），母親為瑪格麗塔·馬爾克斯-加西亞（Margarita Márquez-Garcia）。他在十一名兄弟姊妹中排行老二。他的姐姐瑪麗亞於兒時夭折；妹妹安傑莉娜（Angelina，1916年—2018年4月1日）享嵩壽101歲，住在美國新澤西州的弟弟米格爾（Miguel，1920年9月29日—2017年7月8日）則享耆壽96歲。他於104歲時仍能清楚記得九個弟妹的名字。
弗洛雷斯曾上學三年，期間學會讀寫，對數學、閱讀、寫作、唱歌、政治等科目產生興趣。儘管他希望繼續升學，但由於父親認為他的學歷已經足夠，便派他前往家族經營的甘蔗農場工作，這家農場自從1912年聖西普里安颶風後收成便大不如前。他負責澆水並將甘蔗運到車上，每天賺到約1.12美元的收入。同時作為家中的長子，他還需要幫忙家務和照顧弟妹。
他於1935年7月25日與比他年輕七歲的妻子安德莉亞·佩雷斯·德·弗洛雷斯（Andrea Pérez De Flores，1915年—2011年3月1日，享耆壽95歲）結婚並直到結婚75年後的2011年3月1日逝世，享年95歲，育有四名子女，其中較年長的兩位已於2013年逝世。為了養家活口，他在成為甘蔗農場的主人後便先後於美國新澤西州擔任洗衣店店員、水果採摘員，及在伊利諾伊州芝加哥的一家冰淇淋生產商工作，使他部份後代目前居住於美國。
他於晚年返回波多黎各居住，生活起居由兩位仍在世的子女負責。他於103歲時進行心律調節器佩戴手術；108歲時患上腸梗阻，不久後便從中康復。2020年5月28日羅伯特·威頓過世後，由於當時生於1909年2月11日的薩圖尼諾·德·拉富恩特被認為是在世最年長男性，因此他直至2021年5月14日年齡被老人學研究組織確認前不被視為世上最年長男性。金氏世界紀錄於2021年6月30日向他頒發「世界上最年長的男性」頭銜。當被問到長壽秘訣時，他回答道：「我的父親自小就用愛去培育我，教導我要去愛所有人。他教導我和我的弟妹去做好事，與其他人分享一切。耶穌基督永存於我心中！」
埃米利奧·弗洛雷斯·馬爾克斯於2021年8月8日歡度完他的113歲生日後不久便於同月12日於上特魯希略的家中辭世，享嵩壽113歲4天。在他逝世之時，他共有5位孫子和5位曾孫。

## 長壽紀錄
- 2017年12月15日，塞昆迪娜·里弗拉·坎巴過世，埃米利奧·弗洛雷斯·馬爾克斯以109歲129天之齡成為波多黎各在世最年長者。
- 2020年6月27日，杜米特魯·科曼內斯庫逝世，埃米利奧·弗洛雷斯·馬爾克以111歲324天之齡成為最後一位生於1908年的男性。
- 2020年9月24日，托马斯·皮纳莱斯·菲格雷奥過世，埃米利奧·弗洛雷斯·馬爾克斯以112歲47天之齡成為在世最年長男性。
- 2021年5月14日，埃米利奧·弗洛雷斯·馬爾克斯以112歲279天之齡獲老人學研究組織承認其年齡。
- 2021年6月30日，他以112歲326天之齡獲金氏世界紀錄頒發「世界上最年長的男性」頭銜。

## 延伸閱讀
- 获验证的最长寿者列表